# Wollspinnerei Blunck
Die Wollspinnerei C & F Blunck wurde 1852 von Joachim Christian Blunck in Bad Segeberg gegründet und war bis 2010 noch teilweise in Betrieb. Später ist noch ein verwandter Teilhaber mit Namen Friedrich dazugekommen, daher C & F Blunck. Die Wollspinnerei befindet sich heute nicht mehr im Familienbesitz, sondern wurde 2019 durch den Förderverein Wollspinnerei Blunck e.V. aus Bad Segeberg erworben. Der Förderverein beabsichtigt laut seiner Satzung, aus dem früheren kleinindustriellen Betrieb ein technisches Museum zu entwickeln und als lebendiges Denkmal zu erhalten.

## Geschichte
Die Wollspinnerei C & F Blunck ist im Laufe ihrer Gründung 1852 bis in die 1930er Jahre immer wieder baulich erweitert worden. Besonders erwähnenswert ist der Anbau zur Aufnahme der großen Spinnmaschinen ca. 1937, da diese nicht in das vorhandene Gebäude passte. Das Wohn- und Geschäftshaus in der Kurhausstraße 38 in Bad Segeberg wurde 1952 von einem eingeschossigen Bau um ein weiteres Stockwerk erweitert. Das Ladengeschäft befand sich bis Anfang der 2000er Jahre im Erdgeschoss. Dort wird heute vom Landesverein Innere Mission e.V. ein Integrationscafé betrieben. Seit 2011 bietet das Restaurant-Café Spindel den Bewohnern der Wohn- und Werkstätten einen Ausbildungs- und Arbeitsplatz.
Im 1. Obergeschoss wohnten seit Beginn der fünfziger Jahre des letzten Jahrhunderts zwei Familien mit Familiennamen Blunck mit insgesamt fünf Kindern. Zwei Urenkel des Firmengründers sind Gründungsmitglieder des Fördervereins Wollspinnerei Blunck e.V. und noch heute im Vorstand des Vereins tätig.
Der Großteil der Maschinen stammt z. T. aus der Zeit vor dem Ersten Weltkrieg – z. B. der große Selfaktor der Firma August Zimmermann aus Burg bei Magdeburg von 1907. Die Krempelsätze stammen u. a. von der Fa. Schwalbe aus Werdau bei Zwickau von 1904 und der Fa. Zimmermann aus Burg/Sachsen-Anhalt. Die Gebäude, die historischen Spinnereimaschinen und die Einrichtung der Spinnerei und Strickerei stehen seit 2003 unter Denkmalschutz. Der Förderverein Wollspinnerei Blunck wurde 2008 gegründet und kümmert sich um den Erhalt der historischen Gebäude und Spinnereimaschinen.
Der ursprünglich zum Betrieb von Spinnmaschinen von Pferden betriebene Göpel ist zunächst durch eine Dampfmaschine ersetzt worden, danach durch Dieselmotoren und anschließend durch Elektromotoren. Die treiben auch heute noch die Transmissionsanlage an. Die historischen Maschinen der Wollspinnerei Blunck sind voll funktionsfähig und im August 2024 zum Teil wieder in Betrieb genommen worden, bedürfen aber der weiteren Restaurierung und Pflege.

## Verarbeitung der Schafrohwolle in der Wollspinnerei Blunck
Die verarbeitete Wolle stammte ausschließlich von Schafhaltern und Schäfern aus der Region Schleswig-Holstein und Mecklenburg. Nachdem die Wolle taxiert und zur Verarbeitung angenommen wurde, erhielten die Lieferanten Gutscheine, die im Ladengeschäft gegen Garn, Strickwaren aus Schafwolle oder andere Kleidung und Kurzwaren eingetauscht werden konnte. Wolle, die nicht unmittelbar verarbeitet wurde, lagerte im Wolllager bis die Verarbeitung mit dem Prozess des Waschens beginnen konnte.
Schafwolle wurde in 70° heißem Wasser unter Zusatz von Waschsoda und Kernseife eingeweicht, damit entfettet und von Wollfett, Sand, Schweiß, Pflanzenteilen und Tierkot weitgehend gereinigt. Wichtig war, die Schafwolle in der heißen Waschlauge nicht zu bewegen, um der Verfilzung keinen Vorschub zu leisten. Anschließend wurde die Wolle durch eine Quetsche/Mangel gedreht sowie maschinell in einer industriellen Zentrifuge geschleudert. Danach erfolgte eine drei bis vier Stunden dauernde Trocknung in einem Trockenapparat bei ebenfalls 70 °C.
Die für das Waschen, Trocknen und Färben der Wolle erforderliche Prozesswärme wurde in einem auf dem Hof der Wollspinnerei stehenden Kesselhaus in einem Dampfkessel der Fa. Stock Neumünster durch Steinkohle erzeugt. Unter 10 bar Druck wurde der 250° heiße Dampf durch ein Rohrleitungssystem zum Waschen, Trocknen und Färben der Wolle in die Räume der Spinnerei geleitet und diente gleichzeitig der Beheizung der Fabrik. Im sogenannten Trockenapparat wurde sowohl gewaschene Rohwolle als auch fertiges Garn in Strängen nach dem Färben und erneutem Waschen getrocknet. Dieser Apparat existiert noch an Ort und Stelle, ist jedoch wegen der funktionslosen Dampfheizung nicht mehr in Betrieb. Wolle wird in der Wollspinnerei Blunck seit langem nicht mehr vor Ort gewaschen, da Umweltauflagen eine aufwendige Reinigung der Abwässer bedeuten würden.
Nach dem Trocknungsvorgang erfolgte die Weiterverarbeitung mit Hilfe eines (Krempel-)Wolfs, der mit groben Zähnen versehene Walzen besitzt und die gewaschene Rohwolle erstmalig der Verarbeitung zu Fasern zuführt. Während des mehrmaligen sogenannten Wolfens werden die chaotisch liegenden Fasern der Schafwolle auseinandergezogen und nach mehrmaligem Durchgang mit Öl tierischer oder pflanzlicher Herkunft besprüht (geschmelzt). Anschließend transportiert ein Gebläse die entstandenen Wollflocken in den Mischraum. Das Mischen diente auch der farbliche Egalisierung der Wollfarbe. Das Schmelzen war ein notwendiger Schritt in der Verarbeitung, um die entfettete Schafwolle bei der weiteren Verarbeitung, dem Krempeln oder Kardieren bzw. schlussendlichem Spinnen, nicht mechanisch zu beschädigen, d. h. die Fasern zu brechen oder einen Faserspliss herbeizuführen.
Gewolfte, geschmelzte und gemischte Wolle konnte nun kontinuierlich und per Hand in den Kastenspeiser der Krempel eingeführt und über einen Wiegeapparat gleichmäßig mit den mit Nadelfilzen (Kratzen) belegte Walzen zu einem feinen Florteppich gekämmt werden (Krempelmaschine). Diesen Vorgang nennt man auch Kardieren. Karden sind distelähnliche Pflanzen, deren getrocknete Blütenstände noch bis heute dazu dienen, Wolle zu kämmen. Diese kommen in der Handspinnerei zur Anwendung.
Die Begriffe Krempeln und Kardieren werden oft synonym gebraucht. Kardieren findet meist in der Verarbeitung von Baumwolle seine Anwendung, während Krempeln meist im Zusammenhang mit Schafwollverarbeitung gebraucht wird.

## Herstellung und Spinnen des Vorgarns
Das Krempeln der Schafwolle endet mit der Herstellung eines Vorgarns. Dem Krempel ist am Ende der sog. Florteiler angefügt. Der Florteiler in der Wollspinnerei Blunck unterteilt den ca. 1,60 m breiten Florteppich in ca. 15 bis 20 mm breite Streifen mit Hilfe von Lederriemen und führte diese dem Nitschelwerk zu. Im Nitschelwerk werden die Wollstreifen durch leichtes Reiben oder Frottieren zwischen parallel gegeneinander laufende Stahlwalzen (durch ein Exzentergetriebe) und einer Gummiwalze (Nitschelhose) in einen rundlichen, sehr zarten, nicht reißfesten Vorfaden überführt. Krempel, Florteiler und Nitschelwerk werden durch einen Transmissionsantrieb bis heute mechanisch gesteuert und arbeiten selbsttätig.
Bei der Vielzahl der Schafwollqualitäten mussten die Spinnereiarbeiterinnen und -arbeiter die Krempel immer wieder neu adjustieren, um die Geschwindigkeit der mit dem Nadelfilz belegten Walzen (Vorleger, Arbeiter und Tambour) und die Abstände der Walze zueinander korrekt einzustellen. Außerdem mussten bei Verarbeitung unterschiedlicher natürlicher Wollfarben die Walzen zwischendurch mühsam mit Spezialkämmen gereinigt, d. h. ausgekämmt werden.
Die im Nitschelwerk erzeugten Vorfäden wurden in der Wollspinnerei Blunck auf Vorgarnwalzen automatisch aufgewickelt und anschließend händisch in die Spinnmaschine im ersten Obergeschoss der Wollspinnerei Blunck eingelegt, wenn dies erforderlich war. Das Vorgarn ist auf Grund seiner Struktur sehr empfindlich und verträgt keine raue mechanische Behandlung oder Druck durch Stapeln. Daher war es nötig, den Bedarf an Vorgarn mit den Spinnern am Selfaktor (Wagenspinner) eng abzustimmen.
Der eigentliche Spinnvorgang erfolgt auf dem Selfaktor. Als 1937 der in der Wollspinnerei vorhandene Wagenspinner gebraucht gekauft und eingebaut wurde, war seine Zeit in der Großindustrie schon vorbei und der Ringspinner hatte seinen Platz eingenommen.
Der in der Wollspinnerei Blunck stehende Selfaktor stammt von der Fa. August Zimmermann wurde 1907 gebaut. Er ist 24 m lang, hat insgesamt 320 Spindeln und wiegt ca. 15.000 kg. Bei der Ausfahrt des Wagens, auf welchem die Spindeln sitzen, werden diese in schnelle Drehung versetzt und damit das Vorgarn in sich gedreht und gleichzeitig gestreckt. Diesen für den Ausgleich der Dicke des Fadens wichtigen Streckvorgang nennt man Verzug. Anschließend fährt der Wagen in seine Ruheposition zurück und dabei erfolgt der Vorgang des Aufwickelns. Der Spinn- und der Aufwickelvorgang folgen einem festgelegten Ablauf auf der Spindel, um die anschließende Nutzung im Webstuhl oder der Zwirnmaschine zu gewährleisten. In diesem Prozess des Spinnens wird erstmals ein stabiler Faden erzeugt, der eine gewisse Reißfestigkeit hat. Erst danach entsteht durch das Zwirnen, d. h. Verdrehen mit weiteren Fäden, ein Garn.
Die weitere Verarbeitung des Garns erfolgt nach dem erneuten Waschen und Trockenen auf der Haspel oder Weife. Die konfektionierten Stränge definierten Gewichts von meist 100 g wurden nach Banderolierung in den Verkauf gegeben. Das von der Wollspinnerei Blunck hergestellte Garn war sog. Streichgarn, welches sich durch die geringere Anzahl von Durchläufen durch die Krempel, eine gröbere Wollstruktur des verwendeten Rohmaterials auszeichnete.